# El Mirage (álbum)
| Críticas profissionais | Críticas profissionais |
| Avaliações da crítica  | Avaliações da crítica  |
| Fonte                  | Avaliação              |
| ---------------------- | ---------------------- |
| Allmusic               | [ 1 ]                  |

El Mirage é o sexto álbum do cantor e compositor norte-americano Jimmy Webb, lançado em maio de 1977 pela Atlantic Records. Este foi o primeiro álbum que Webb entregou a produção e arranjo para outra pessoa, George Martin, produtor dos Beatles.

## Faixas
| N.º            | Título                                     | Compositor(es) | Duração |  |
| 1.             | "The Highwayman"                           | Jimmy Webb     | 3:51    |  |
| 2.             | "I You See Me Getting Smaller I'm Leaving" | Jimmy Webb     | 3:53    |  |
| 3.             | "Mixed-up Guy"                             | Jimmy Webb     | 3:40    |  |
| 4.             | "Christian No"                             | Jimmy Webb     | 3:07    |  |
| 5.             | "Moment in a Shadow"                       | Jimmy Webb     | 3:39    |  |
| 6.             | "Sugarbird"                                | Jimmy Webb     | 3:25    |  |
| 7.             | "Where the Universe Are"                   | Jimmy Webb     | 3:34    |  |
| 8.             | "P.F. Sloan"                               | Jimmy Webb     | 4:17    |  |
| 9.             | "Dance to the Radio"                       | Fred Tackett   | 3:06    |  |
| 10.            | "The Moon Is a Harsh Mistress"             | Jimmy Webb     | 3:06    |  |
| 11.            | "Skylark (A Meditation)"                   | Jimmy Webb     | 3:37    |  |
| Duração total: | Duração total:                             | Duração total: | 39:15   |  |